# D-Dream
D-Dream（ディー・ドリーム）は、かつて運営されていた日本のアダルトゲーム情報及び通信販売・ダウンロード販売サイト。
本項では、本サイト以前に運営されていた姉妹サイト・Dojin-Club（ドージンクラブ）についても解説する。

## 概要
2002年7月、海外製パソコンゲームのローカライズなどで知られる株式会社ズー（長野県上田市）により開設された。当初はアダルトゲームブランドの公式サイト更新状況を逐次報告するタイプのニュースサイトであったが、後に通信販売（クレセント受託）・ダウンロード販売へ進出している。
また、2004年にはオリジナルのアダルトゲームブランド・ユメスタを立ち上げているが、2005年に活動を停止。同ブランドのスタッフは複数のブランドに分かれて活動を継続し、現在はいずれも低価格帯ブランドのNorn / Miel / Cybele（ラナップ販売）に再編されている。
2015年6月12日にサイトの更新を停止し、同年9月30日にサイトを閉鎖した。

### Dojin-Club
同人誌・同人ソフトを取り扱っていたD-Dreamの姉妹サイト。2003年3月10日の開設後、同年8月にはデジ同人の分野で最大手のDLsite.comより半年早く、業界初となる英語版のサービスを開始した。
しかし、市場シェアは伸びず運営コスト上は赤字が続き、2007年2月19日にサイトを閉鎖。この際、閉鎖告知が5日前の2月14日と唐突であったことから児童ポルノ禁止法の改正論議に絡む自主規制が原因ではないかとするものをはじめ、様々な憶測を呼んだ。

## 取扱品目
旧・Dojin-Clubで取り扱っていた同人ソフト類は継承していない。
- 男性向け - 美少女ゲーム
- 女性向け - ボーイズラブゲーム・乙女ゲーム

2010年11月までは上記の分類に加えて審査団体別にコンピュータソフトウェア倫理機構（ソフ倫）審査作品が「プラチナ館」、コンテンツ・ソフト協同組合（CSA）他の審査作品が「ゴールド館」に細分化され、合計4カテゴリとなっていた。

### D俱楽部
旧名「Club D-Dream」。携帯電話用アプリケーションに移植されたアダルトゲームを取り扱っている。